# Referéndum constitucional de Burundi de 2018
El referéndum constitucional en Burundi se realizó en mayo de 2018.

## Cambios propuestos
Los cambios propuestos reintroducirían el puesto de Primer ministro y reducirían el número de Vicepresidentes de dos a uno. También implican aumentar el período presidencial de cinco a siete años, pero restringir a un presidente a dos mandatos consecutivos. Sin embargo, las enmiendas también permitirían al actual presidente Pierre Nkurunziza, en funciones desde 2005, presentarse a la reelección, a pesar de haber cumplido ya tres mandatos.
Las enmiendas también reducen la mayoría parlamentaria requerida para aprobar legislación.

## Resultados
| Opción                      | Votos     | %     |
| --------------------------- | --------- | ----- |
| A favor                     | 3 359 493 | 79.08 |
| En contra                   | 888 564   | 20.92 |
| Votos en blanco e inválidos | 338 673   | –     |
| Total                       | 4 586 730 | 100   |
| Participación               | 4 768 154 | 96.19 |
| Fuente: CENI                |           |       |